# Aleksàndrovka (Vérkhniaia Khava)
Aleksàndrovka — Александровка (rus) — és un poble de l'óblast de Vorónej, a Rússia, segons el cens del 2010 tenia 285 habitants. Pertany al municipi de Vérkhniaia Khava.